# Kolken, Närke
Kolken är en sjö i Laxå kommun i Närke och ingår i Norrströms huvudavrinningsområde.